# Élections législatives de 1936 dans l'Eure
Les élections législatives françaises de 1936 ont lieu les 26 avril et 3 mai dans l'Eure.
Pierre Mendès France joue sa réélection. Étant maire de Louviers, il fait sa campagne auprès de l'électorat rural. Son principal adversaire est Modeste Legouez qui est lié avec Henri Dorgères. La campagne électorale est violente et souvent marquée par les invectives.  
Mendès France est en ballotage au second tour, mais le premier lui donne une réserve de voix confortable.
Le 2 mai, Le Journal du Neubourg titre : 

« Poincaré a dit : « Vous ne voulez voir que le danger révolutionnaire à un moment où le péril réactionnaire me paraît plus menaçant que jamais. » Ces paroles datent de 1899. Elles sont encore vraies en 1936. »

Le lendemain, Mendès France est réélu député avec André Dupont et Albert Forcinal, portés par la vague du front populaire. 

## Résultats

### Premier tour
- Pierre Mendès France : 6 083 voix
- Henri Legouez : 5 519 voix
- Vimard (PCF) : 603 voix
- Sergent (SOC) : 546 voix

### Second tour
- Pierre Mendès France : 6 821 voix
- Henri Legouez : 6 085 voix